# Lungsunds kyrka
Lungsunds kyrka är en kyrkobyggnad i Lungsund i Karlstads stift. Den är församlingskyrka i Storfors församling.

## Kyrkobyggnaden
Under 1600-talet fick järnhanteringen sitt stora uppsving i östra Värmland. På 1640-talet bildades därför Lungsunds församling och en kyrka uppfördes. Kyrkan, som är uppförd i timmer, bestod på 1640-talet av ett rektangulärt långhus med en tresidig koravslutning. En växande befolkning ledde till att man måste utvidga kyrkan. Mellan 1722 och 1733 byggdes därför två korsarmar till kyrkan, en i söder och en i norr, liksom en sakristia mellan de norra och östra korsarmarna. Kyrkans ytterväggar kläddes med stavspån och tjärströks. 
Kyrkan hade nu det utseende den i stort skulle komma att behålla fram till 1800-talets slut. Då förändrades emellertid kyrkan kraftigt i samband med en genomgripande reparation, då bland annat fasaderna kläddes med liggande vitmålad pärlspontpanel, skiffertaket byttes ut mot plåt och tornspiran byggdes om och förlängdes. Kyrkan restaurerades på nytt 1953–54 av Tor Engloo och återställdes till stor del i sitt ursprungliga skick. 

## Inventarier
Orgelfasaden från 1660 är kyrkans äldsta utsmyckning. Den kom dock till kyrkan först 1859 från Kristinehamns kyrka. Predikstolen skänktes till kyrkan 1685 av Johan och Birgitta Linroth vid Bjurbäckens bruk. Två epitafer återfinns också i kyrkan, den ena över fru Birgitta Linroth (död 1698), den andra över assessor Johan Linroth (död 1720).

## Källa
- Skylt bredvid ingången till kyrkan: Värmlands kyrkor